# Grand-Camp (Seine-Maritime)
Pour les articles homonymes, voir Grand-Camp.
Grand-Camp est une commune française située dans le département de la Seine-Maritime en région Normandie.

## Géographie

### Localisation

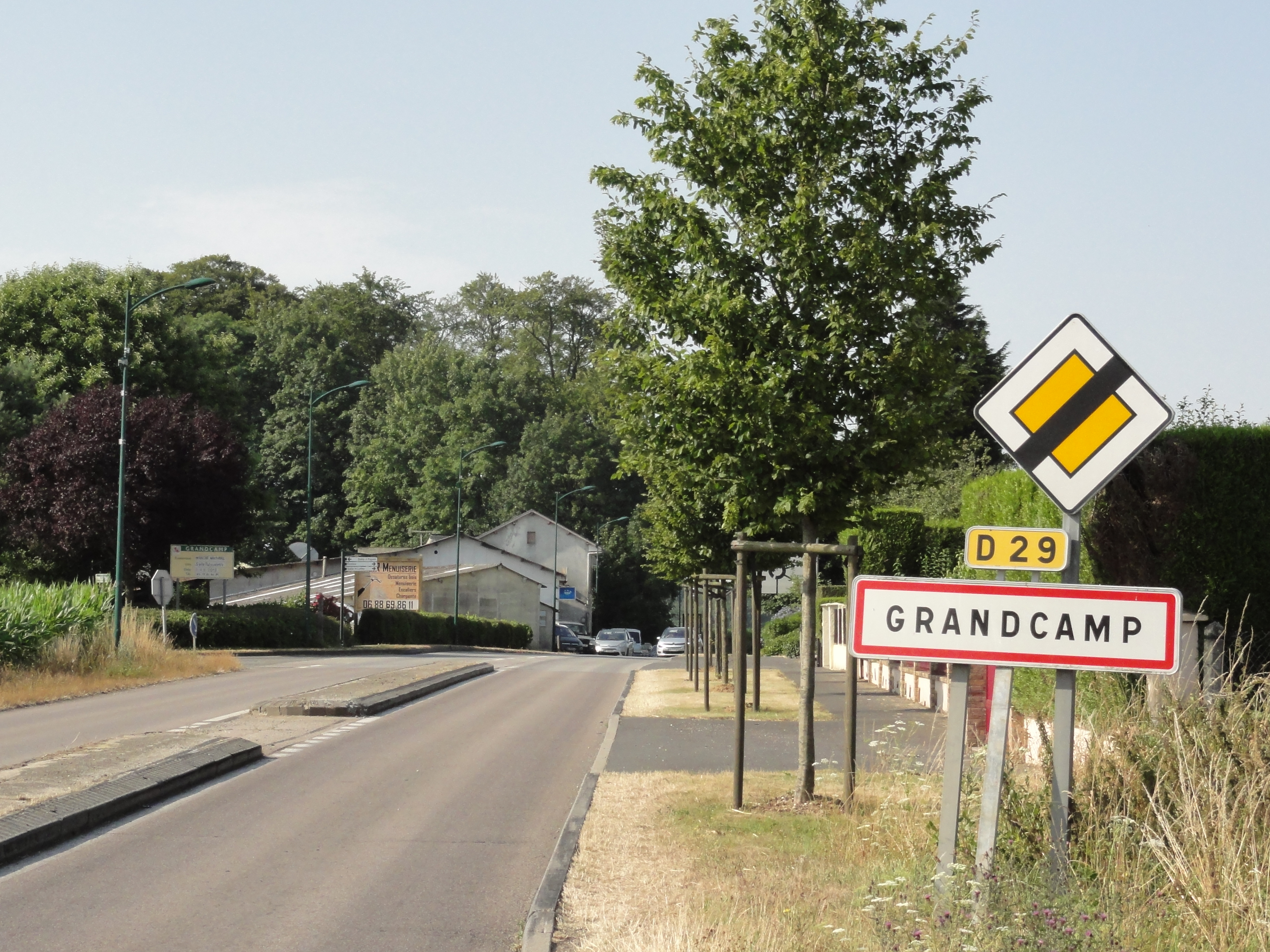
Entrée de Grand-Camp

|                        | Trouville  | Saint-Nicolas-de-la-Haie |
| Lintot                 | Grand-Camp | Saint-Arnoult            |
| Auberville-la-Campagne |            | Anquetierville           |

### Hydrographie
La commune est située dans le bassin Seine-Normandie. Elle n'est drainée par aucun cours d'eau,.

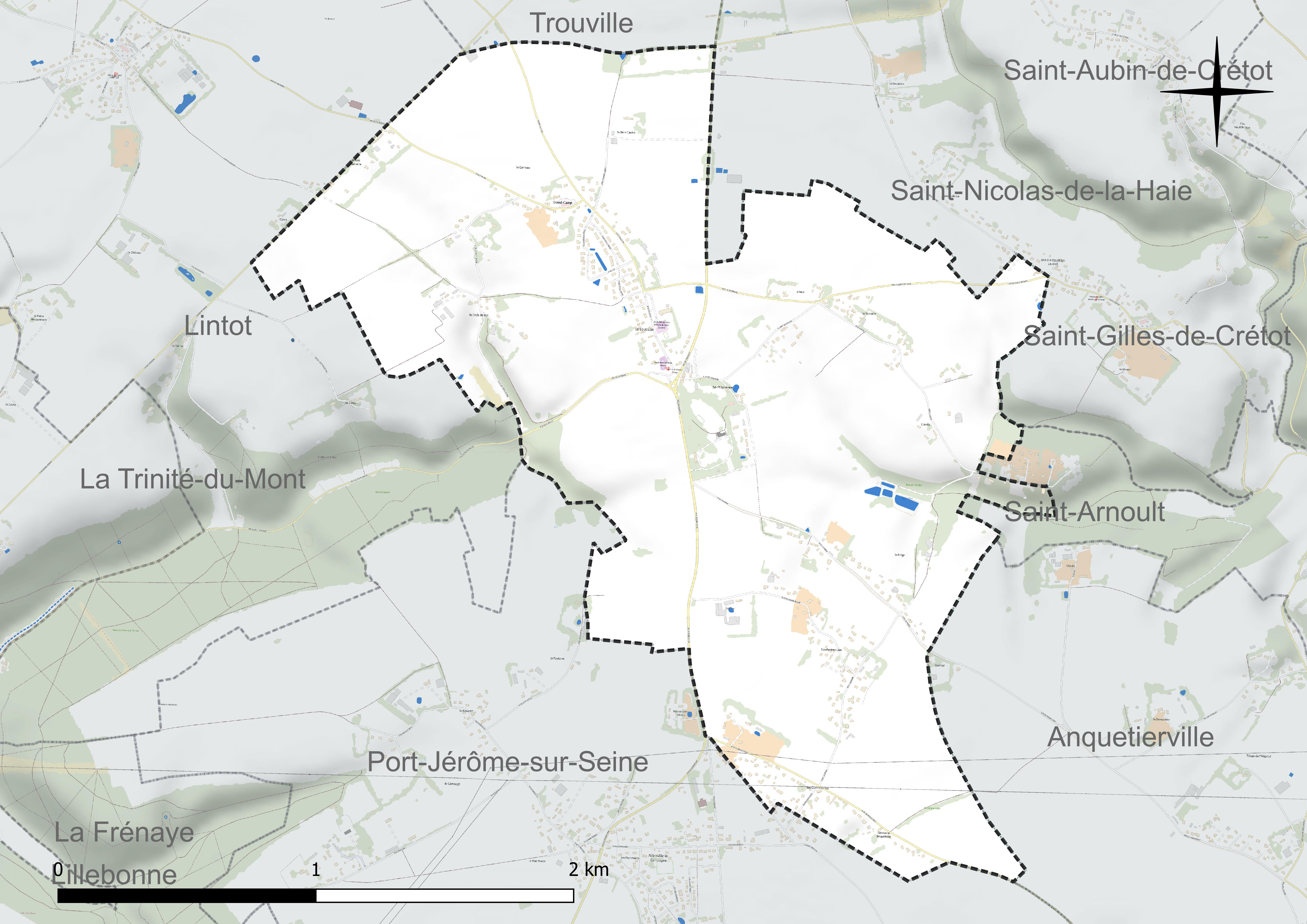
Réseau hydrographique de Grand-Camp.

### Climat
Pour des articles plus généraux, voir Climat de la Normandie et Climat de la Seine-Maritime.
En 2010, le climat de la commune est de type climat océanique altéré, selon une étude du CNRS s'appuyant sur une série de données couvrant la période 1971-2000. En 2020, Météo-France publie une typologie des climats de la France métropolitaine dans laquelle la commune est exposée à un climat océanique et est dans la région climatique Côtes de la Manche orientale, caractérisée par un faible ensoleillement (1 550 h/an) ; forte humidité de l’air (plus de 20 h/jour avec humidité relative > 80 % en hiver), vents forts fréquents. Parallèlement le GIEC normand, un groupe régional d’experts sur le climat, différencie quant à lui, dans une étude de 2020, trois grands types de climats pour la région Normandie, nuancés à une échelle plus fine par les facteurs géographiques locaux. La commune est, selon ce zonage, exposée à un « climat maritime », correspondant au Pays de Caux, frais, humide et pluvieux, légèrement plus frais que dans le Cotentin.
Pour la période 1971-2000, la température annuelle moyenne est de 10,2 °C, avec une amplitude thermique annuelle de 13,4 °C. Le cumul annuel moyen de précipitations est de 954 mm, avec 13,6 jours de précipitations en janvier et 9,1 jours en juillet. Pour la période 1991-2020, la température moyenne annuelle observée sur la station météorologique la plus proche, située sur la commune de Petiville à 10 km à vol d'oiseau, est de 12,0 °C et le cumul annuel moyen de précipitations est de 844,9 mm,. Pour l'avenir, les paramètres climatiques de la commune estimés pour 2050 selon différents scénarios d’émission de gaz à effet de serre sont consultables sur un site dédié publié par Météo-France en novembre 2022.

## Urbanisme

### Typologie
Au 1er janvier 2024, Grand-Camp est catégorisée commune rurale à habitat dispersé, selon la nouvelle grille communale de densité à sept niveaux définie par l'Insee en 2022.
Elle est située hors unité urbaine. Par ailleurs la commune fait partie de l'aire d'attraction de Lillebonne, dont elle est une commune de la couronne,. Cette aire, qui regroupe 6 communes, est catégorisée dans les aires de moins de 50 000 habitants,.

### Occupation des sols
L'occupation des sols de la commune, telle qu'elle ressort de la base de données européenne d’occupation biophysique des sols Corine Land Cover (CLC), est marquée par l'importance des territoires agricoles (90,7 % en 2018), en diminution par rapport à 1990 (95,8 %). La répartition détaillée en 2018 est la suivante : 
terres arables (70,2 %), zones agricoles hétérogènes (20,3 %), zones urbanisées (6,4 %), forêts (2,9 %), prairies (0,2 %). L'évolution de l’occupation des sols de la commune et de ses infrastructures peut être observée sur les différentes représentations cartographiques du territoire : la carte de Cassini (XVIIIe siècle), la carte d'état-major (1820-1866) et les cartes ou photos aériennes de l'IGN pour la période actuelle (1950 à aujourd'hui).

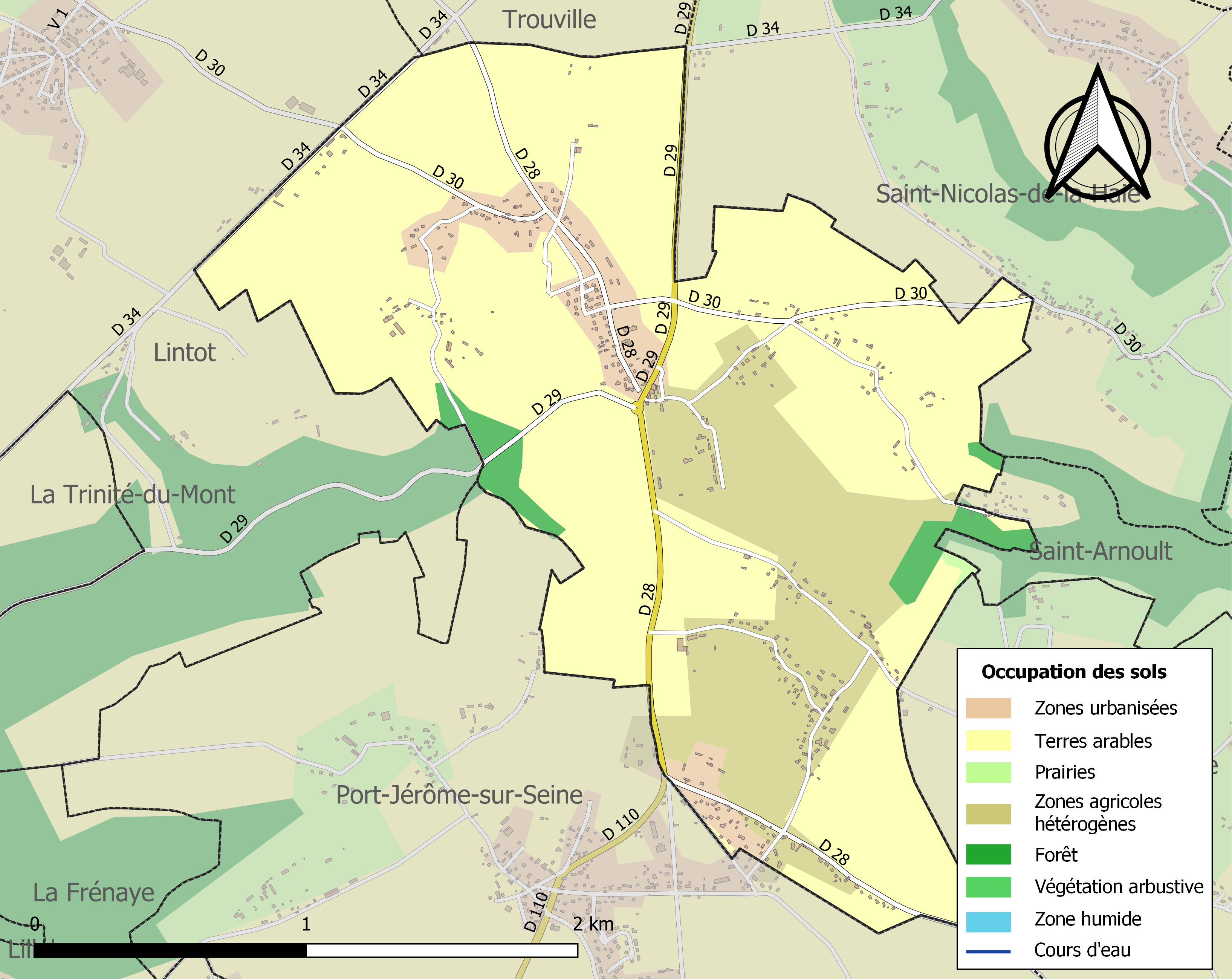
Carte des infrastructures et de l'occupation des sols de la commune en 2018 (CLC).

## Toponymie
Le nom de la localité est attesté sous les formes Ecclesie sancti Michaelis de Grandi Campo vers 1200; Grandis Campus vers 1240; Grantchamp en 1319; Grandis Campus (variante Grandicampus) en 1337; Grant camp en 1431 (Longnon); Terre de Grandcamp en 1396; Ecclesia sancti Michaelis de Grandicampo en 1500; Grandcamp en 1629; Grand camp en 1607; Saint Michel de Grandcamp en 1713; Gran camp en 1715 (Frémont); Grandcamp en 1738 (Pouillés) et en 1757 (Cassini); Grand Camp en 1953.
De adjectif oïl grand et camp « champ ».

### Hameaux, lieux dits et écarts
Claville, Goubert-Moulin, L’ancienne Briqueterie, La Croix de Fer, La Haie, La Forge, La Mare Cardot, La Touraille, La Voie Romaine, Le Bouillon, Pi d’âne, Saint-Sylvestre.

## Histoire
La commune de Grand-Camp a été formée de la réunion en 1820 des communes de Grand-Camp et de Saint-Sylvestre.

## Politique et administration
| Période                                  | Période              | Identité       | Étiquette | Qualité                         |
| ---------------------------------------- | -------------------- | -------------- | --------- | ------------------------------- |
| Les données manquantes sont à compléter. |                      |                |           |                                 |
| mars 2001                                | juillet 2023 (décès) | Daniel Delaune | DVG       | Réélu pour le mandat 2020-2026, |

## Population et société

### Démographie

#### Évolution démographique
L'évolution du nombre d'habitants est connue à travers les recensements de la population effectués dans la commune depuis 1793. Pour les communes de moins de 10 000 habitants, une enquête de recensement portant sur toute la population est réalisée tous les cinq ans, les populations de référence des années intermédiaires étant quant à elles estimées par interpolation ou extrapolation. Pour la commune, le premier recensement exhaustif entrant dans le cadre du nouveau dispositif a été réalisé en 2004.

En 2022, la commune comptait 763 habitants, en évolution de +9,94 % par rapport à 2016 (Seine-Maritime : +0,35 %, France hors Mayotte : +2,11 %).
| 1793 | 1800 | 1806 | 1821 | 1831 | 1836 | 1841 | 1846 | 1851 |
| ---- | ---- | ---- | ---- | ---- | ---- | ---- | ---- | ---- |
| 244  | 242  | 270  | 305  | 487  | 467  | 478  | 505  | 455  |

| 1856 | 1861 | 1866 | 1872 | 1876 | 1881 | 1886 | 1891 | 1896 |
| ---- | ---- | ---- | ---- | ---- | ---- | ---- | ---- | ---- |
| 454  | 414  | 393  | 371  | 382  | 405  | 388  | 411  | 386  |

| 1901 | 1906 | 1911 | 1921 | 1926 | 1931 | 1936 | 1946 | 1954 |
| ---- | ---- | ---- | ---- | ---- | ---- | ---- | ---- | ---- |
| 362  | 334  | 283  | 235  | 229  | 228  | 251  | 254  | 246  |

| 1962 | 1968 | 1975 | 1982 | 1990 | 1999 | 2004 | 2006 | 2009 |
| ---- | ---- | ---- | ---- | ---- | ---- | ---- | ---- | ---- |
| 230  | 187  | 253  | 431  | 579  | 651  | 699  | 705  | 675  |

| 2014 | 2019 | 2022 | - | - | - | - | - | - |
| ---- | ---- | ---- | - | - | - | - | - | - |
| 649  | 737  | 763  | - | - | - | - | - | - |

#### Pyramide des âges
En 2018, le taux de personnes d'un âge inférieur à 30 ans s'élève à 35,8 %, soit en dessous de la moyenne départementale (36,5 %). De même, le taux de personnes d'âge supérieur à 60 ans est de 21,4 % la même année, alors qu'il est de 26,0 % au niveau départemental.
En 2018, la commune comptait 365 hommes pour 358 femmes, soit un taux de 50,48 % d'hommes, largement supérieur au taux départemental (48,10 %).
Les pyramides des âges de la commune et du département s'établissent comme suit.
| Hommes | Classe d’âge | Femmes |
| ------ | ------------ | ------ |
| 0,3    | 90 ou +      | 0,8    |
| 2,4    | 75-89 ans    | 4,4    |
| 18,5   | 60-74 ans    | 16,4   |
| 22,6   | 45-59 ans    | 24,9   |
| 17,7   | 30-44 ans    | 20,3   |
| 16,4   | 15-29 ans    | 12,3   |
| 22,0   | 0-14 ans     | 20,8   |

| Hommes | Classe d’âge | Femmes |
| ------ | ------------ | ------ |
| 0,7    | 90 ou +      | 1,8    |
| 6,7    | 75-89 ans    | 9,6    |
| 16,7   | 60-74 ans    | 18     |
| 19,4   | 45-59 ans    | 19     |
| 18,5   | 30-44 ans    | 17,5   |
| 19,2   | 15-29 ans    | 17,4   |
| 18,9   | 0-14 ans     | 16,7   |

## Culture locale et patrimoine

### Lieux et monuments

#### Église paroissiale Saint-Sylvestre

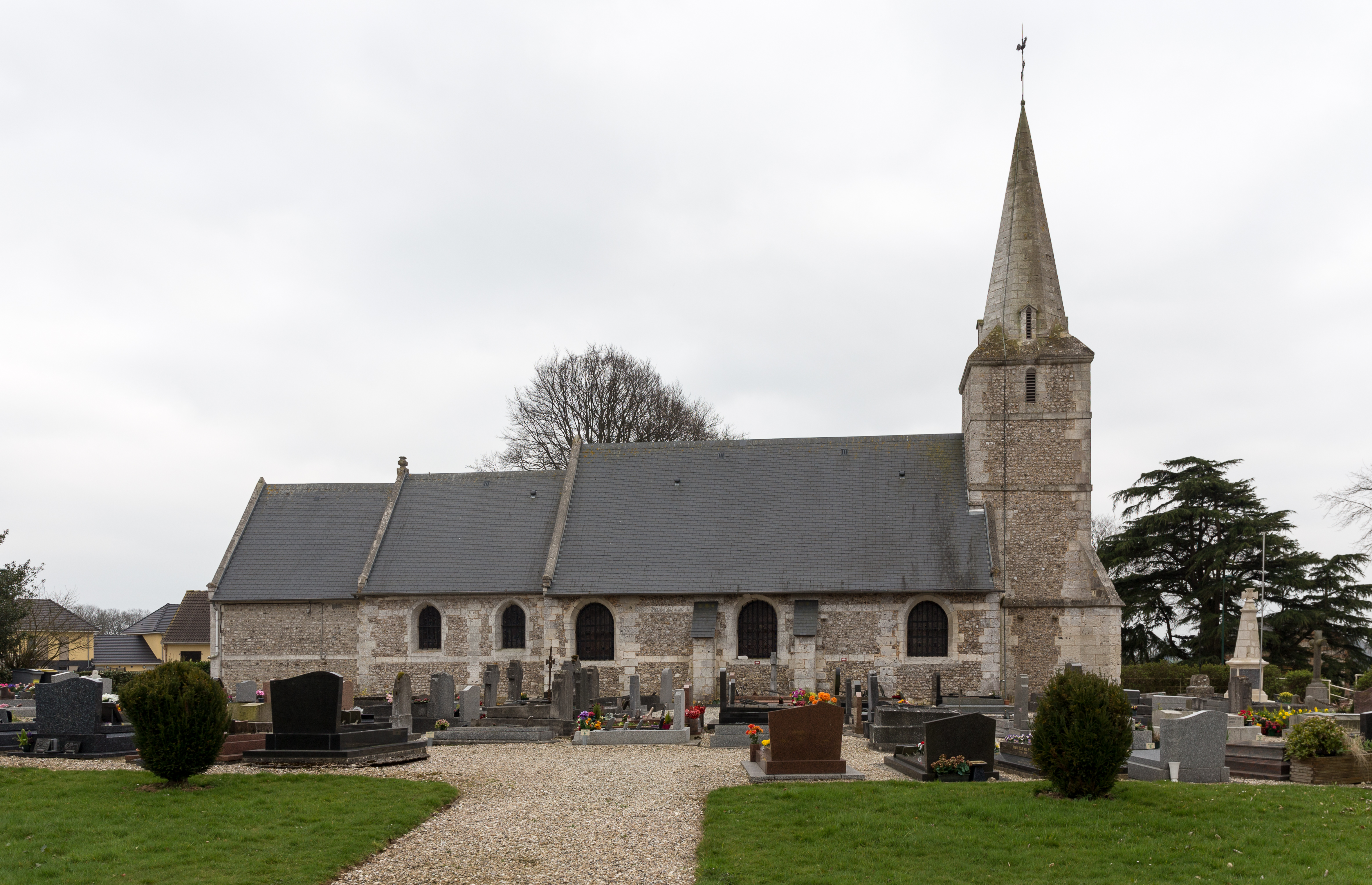
L'église paroissiale Saint-Michel.

historique : En 1131, Innocent II confirme le patronage de la chapelle Saint-Sylvestre à l'abbaye Saint-Georges de Boscherville (Saint-Martin-de-Boscherville, Seine-Maritime). En 1260, la chapelle devient église paroissiale sous le patronage du seigneur du lieu. Le chœur a été construit à la fin du XIIIe siècle. La nef a été reconstruite en 1723 pour Louis François Nupied de Francheville, comme l'indique la litre funéraire. Le pignon est reconstruit en 1750. Le menuisier André Landormy exécute en 1756 le lambris de couvrement de la nef. Il exécute l'arcade Ouest en 1774. La couverture du clocher est refaite en ardoise en 1790. En 1850, l'église et son cimetière sont aliénés, elle devient la chapelle du château. Elle est remise en état en 1856. Les verrières sont refaites en 1910.
description : La construction est en silex blond enduit avec chaînes calcaire ; les contreforts sont en brique ; le pignon est de la nef est en pan de bois ; le clocher est en charpente essenté d'ardoises.

#### Église paroissiale Saint-Michel
historique : Le patronage d'une première église a été confirmé en 1200 à l'abbaye de Graville (Le Havre, Seine-Maritime). L'abbé Cochet signale en 1845 des vestiges de fondation d'un transept pouvant lui appartenir. La nef et le clocher ont été construits dans le premier quart du XVIIe siècle. Le chœur a été élevé en 1635 pour le curé du lieu Jean Desnois. La sacristie portait la date 1780. Des réparations aux maçonneries ont eu lieu dans le courant du XIXe siècle (1806, 1842, 1871). La sacristie a été très remaniée dans le style néo-Renaissance à la fin du XIXe siècle ou au début du XXe siècle. La flèche de calcaire, foudroyée en 1967, a été restaurée
description : Le soubassement de la tour porche est en pierre de taille calcaire ; les murs sont en silex blond avec chaînes et bandeaux calcaire ; la voûte d'ogives portée par des culots sculptés est dans la tour.

### Héraldique
| Armes de Grand-Camp | Les armes de la commune de Grand-Camp se blasonnent ainsi : Écartelé: au 1er de gueules au léopard d’or, 2e d’argent au fermail d’azur, au 3e d'argent à la rose de gueules, au 4e de gueules à lyre d’or. Les deux léopards d'or sur champ de gueules rappellent les armes de la Normandie. Adopté le 4 novembre 2011. |